# فونسا
فونسا (به اسپانیایی: Funza) یک سکونتگاه مسکونی در کلمبیا است که در Western Savanna Province واقع شده‌است.

## خصوصیات
فونسا ۷۰ کیلومترمربع مساحت و ۶۷٬۹۲۹ نفر جمعیت دارد و ۲٬۵۴۸ متر بالاتر از سطح دریا واقع شده‌است.